# Eduardo Atala
José Eduardo Atala Zablah (n. Tegucigalpa, Honduras, 17 de junio de 1956) es un empresario hondureño. Desde el 9 de julio de 2015, es presidente del Fútbol Club Motagua.

## Trayectoria
Egresó del Instituto Salesiano San Miguel  y de la Universidad José Cecilio del Valle como licenciado en Administración de Empresas. Hijo de Victoria Zablah y Pedro Atala Simón, el presidente más exitoso en la historia del Motagua y hermano mayor de Pedro Atala Zablah quien también fuera presidente del Motagua por varios años.
Lidera junto a su hermano menor, Pedro, una empresa llamada CAMOSA, la cual es el distribuidor oficial de John Deere en Honduras. Así también se han encargado en las últimas décadas del Motagua, siguiendo el legado que les dejó su padre. 
Entre otras cosas, Eduardo Atala se distingue por ser presidente de la Cámara de Comercio Hondureño-Americana y vicepresidente de la Asociación de Cámaras de Comercio Americanas en Latinoamérica.
Hasta 2004 fue uno de los principales accionistas del Banco Mercantil (BAMER) de Honduras, uno de los bancos privados más importantes del país, que luego fue absorbido por BAC Credomatic Honduras (BAC), del cual la familia Atala aún posee acciones significativas, siendo presidente ejecutivo su hermano, Jacobo Atala Zablah.

## Palmarés
| N.º | Título                | Club          | País     | Año  | Director Técnico |
| --- | --------------------- | ------------- | -------- | ---- | ---------------- |
| 1.  | Torneo Apertura       | F. C. Motagua | Honduras | 2016 | Diego Vásquez    |
| 2.  | Torneo Clausura       | F. C. Motagua | Honduras | 2017 | Diego Vásquez    |
| 3.  | Supercopa de Honduras | F. C. Motagua | Honduras | 2017 | Diego Vásquez    |
| 4.  | Torneo Apertura       | F. C. Motagua | Honduras | 2018 | Diego Vásquez    |
| 5.  | Torneo Clausura       | F. C. Motagua | Honduras | 2019 | Diego Vásquez    |
| 6.  | Torneo Clausura       | F. C. Motagua | Honduras | 2022 | Hernán Medina    |